# Сони Вимс
Сони Вимс (енгл. Sonny Weems; Вест Мемфис, 8. јул 1986) амерички је кошаркаш. Игра на позицијама бека и крила.

## Каријера
Вимс је студирао на универзитетима Арканзас Форт Смит (2004–2006) и Арканзас (2006–2008). Одабран је као 39. пик на НБА драфту 2008. од стране Чикаго булса, али је одмах трејдом послат у Денвер нагетсе.
У децембру 2008. послат је у НБА развојну лигу, где је играо за тим Колорадо фортинерса. У овом клубу је бележио просечно 18 поена, 4,8 скока и 2,3 асистенције на 10 утакмица, након чега је у јануару 2009. враћен у Денвер нагетсе. Свој деби у НБА лиги имао је 17. јануара 2009. на утакмици са Орландо меџиком. До краја сезоне одиграо је свега 12 мечева.
Дана 31. јула 2009. Нагетси су га мењали у Милвоки баксе. За њих није заиграо јер је већ 18. августа мењан у Торонто репторсе, заједно са Амиром Џонсоном за Карлоса Делфина и Рока Укића. Свој НБА рекорд каријере имао је 17. новембра 2010. на утакмици са Филаделфија севентисиксерсима када је постигао 25 поена. У Репторсима је провео две сезоне.
У јулу 2011. потписао је једногодишњи уговор са литванским Жалгирисом. У априлу 2012. их је напустио након што је доживео повреду због које ће пропустити остатак сезоне. На 15 утакмица Евролиге просечно је бележио 15,5 поена и 5 скока по утакмици.
У јулу 2012. потписао је трогодишњи уговор са московским ЦСКА. Са екипом ЦСКА је три пута узастопно освојио ВТБ јунајтед лигу. Уврштен је и у идеални тим Евролиге за сезону 2013/14. Напустио је ЦСКА након три сезоне због одласка у НБА лигу.
Дана 17. јула 2015. потписао је уговор са Финикс сансима. Дана 5. марта 2016. Санси су га отпустили након што је просечно бележио 2,5 поена на 36 одиграних утакмица. Два дана касније потписао је уговор са Филаделфија севентисиксерсима. Отпуштен је након двадесет дана након.
У јуну 2016. се вратио у европску кошарку и потписао за Макаби из Тел Авива. Отпуштен је 30. јануара 2017. након што је одбио да оде на допинг тест. У јулу 2017. потписао је кинеске Џеђанг голден булсе. Пошто се сезона у Кини завршава раније, Вимс је у фебруару 2018. потписао уговор са турским Анадолу Ефесом до краја сезоне.
У октобру 2018. се вратио у Кину и потписао за Гуангдунг саутерн тајгерсе. Са екипом Гуангдунга освојио је три пута узастопно првенство Кине (2019–2021). За сезону 2022/23. прешао је у још један кинески клуб, Шанси лонгс.

## Успеси

### Клупски
- Колорадо фортинерси:
  - НБА развојна лига (1): 2008/09.

- Жалгирис:
  - Првенство Литваније (1): 2011/12.
  - Куп Литваније (1): 2012.
  - Балтичка лига (1): 2011/12.

- ЦСКА Москва:
  - ВТБ јунајтед лига (3): 2012/13, 2013/14, 2014/15.
  - Првенство Русије (1): 2012/13.

### Појединачни
- Идеални тим Евролиге - прва постава (1): 2013/14.
- Најкориснији играч месеца Евролиге (1): 2012/13.